# 松前泰広
松前 泰広（まつまえ やすひろ）は、江戸時代前期の旗本。

## 生涯
寛永2年（1625年）、蝦夷地松前藩の第2代藩主・松前公広の3男として誕生。
寛永19年（1642年）3月、兄で第3代藩主・氏広の名代として江戸に参勤をする。正保3年（1646年）12月4日、小姓組に列し、1000俵を賜り旗本となる。正保5年（1648年）に氏広が死去した際、後継の高広が若年のため、これを後見する。
寛文9年（1669年）、シャクシャインの戦いが勃発した時、5代藩主・松前矩広が11歳の若年のため、江戸幕府より討伐軍の総大将とされ、8月10日に子の嘉広、（直広）当広と共に松前に入る。国縫の家老・蠣崎広林（蔵人）が率いる部隊と9月4日に合流し、1500丁の鉄砲をもってシャクシャインを敗走させた。そして10月22日、ビボク（現在の新冠町）でシャクシャインが和睦のために泰広の陣を訪れ酒宴を催した際、佐藤権左衛門の謀略によって殺害した。その後、蠣崎広林に命じてシブチャリを攻撃した。翌年、江戸に戻って蜂起鎮圧の旨を将軍に報告した。怠りなく日頃務めているので黄金2枚を賜る。また、アイヌを平定したため、常陸国真壁郡に500石を加増される。寛文12年（1672年）7月、蜂起以来抗戦を続けてきた浦川（現浦河町）のアイヌが和睦に応じて使者を国縫へ派遣したため、幕府より松前目付に任命され、3人の子を伴い松前に行き、事態を収束させた。
延宝3年（1675年）1月26日、使番より、5月19日日光目付となり、日光に赴く。12月26日、布衣を着ることを許される。延宝5年（1677年）4月19日、再び日光に赴き目付代となる。翌延宝6年（1678年）4月11日、松平乗久へ肥前国唐津城の城地引渡役を務める。9月4日、職を辞して小普請となる。
延宝8年（1680年）、56歳で死去。

## 系譜
- 父：松前公広（1598-1641）
- 母：蠣崎氏
- 正室：北条氏長娘
  - 長男：松前嘉広（1652-1731）
- 継室：牧野儀成娘
- 生母不明の子女
  - 次男：松前兼広（?-?）
  - 男子：松前当広 - 直広